# 周紹業 (明朝)
周紹業（16世紀—16世紀），字伯祧，山東兗州府寧陽縣韋週村人，明朝政治人物。

## 生平
周紹業天資聰穎，讀書過目成誦，中萬曆四年（1576年）舉人，授松江通判，為人清操，善政匹舉，很快負責督餉運輸到北京，中途患上重病，僕人哭著請求儘快完成，拿出餘羨作為殮葬費用，他堅持不可，不久去世，死前也不曾開啟餉費封口，其為人是如此不隨便，有兒子崇禎十六年進士周爰訪。

## 引用
1. 1 2  光緒《寧陽縣志·卷十三·良吏傳》：周紹業，字伯祧 邑東南韋週村人，天資聰敏，讀書目五行俱下，過輒成誦，萬厯丙子舉人，由校官遷判松江府，清操善政一時罕匹，未踰年督餉北輸，中途疾劇，僕懼身後無殮資，泣請發腳價收其餘羨，紹業執不可，歿後封識宛然，其不苟如此，尋卒，子爰訪自有傳。 見列傳